# Lőrinc Orczy

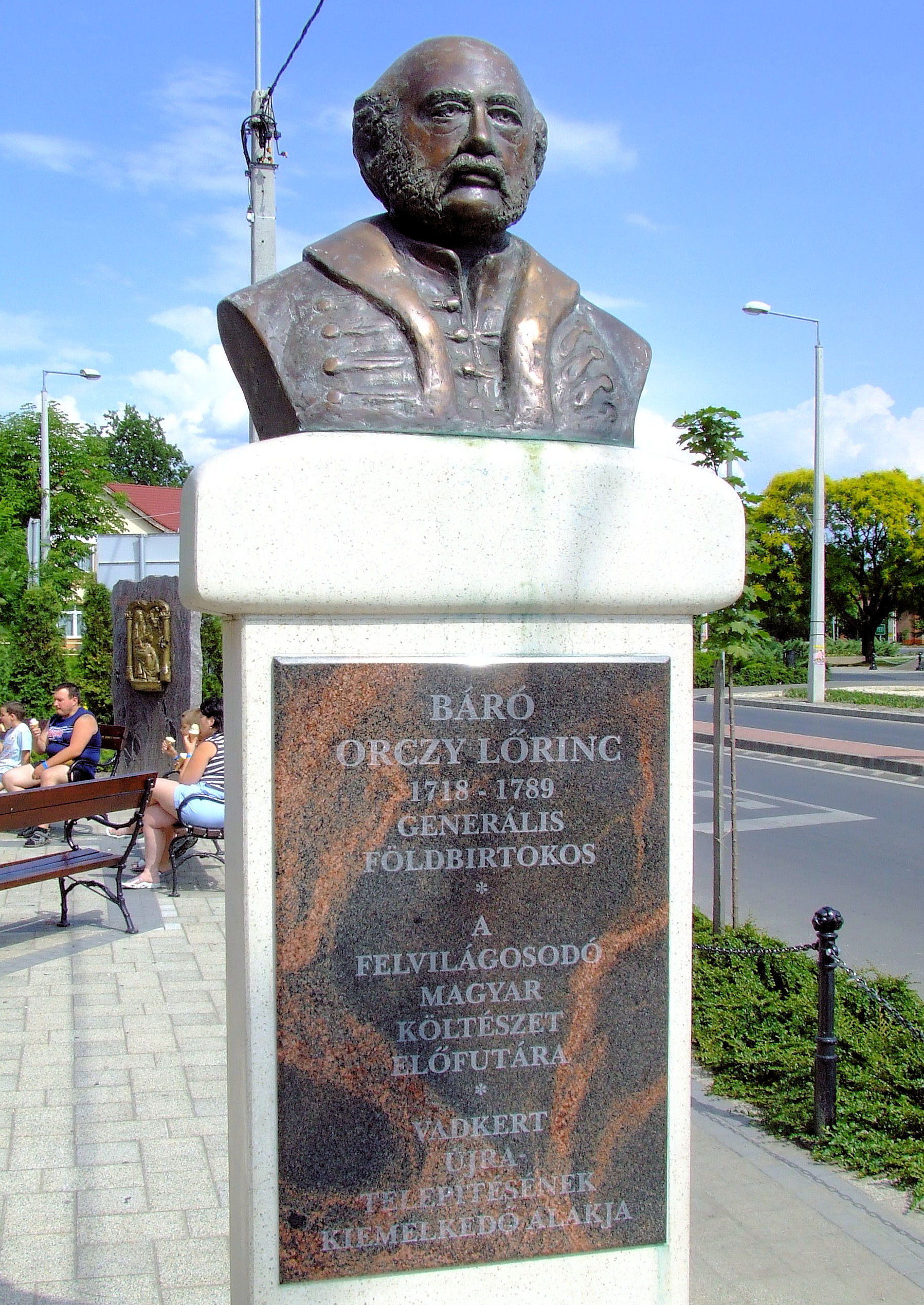
Estatua dedicada a Orczy Lőrinc.

Lőrinc Orczy (Tarnaörs (Heves), 9 de agosto de 1718 - Pest, 28 de julio de 1789) fue un poeta húngaro.

## Biografía
Lőrinc Orczy era un militar retirado cuya labor poética no pasaba de una afición personal, hasta que fue introducido en el círculo de György Bessenyei. Su ideología era conservadora, contraria al progreso representado por la Ilustración y favorable a los valores tradicionales húngaros. Su poesía se vio influida por esta exaltación de la idealizada vida pacífica del campo. Por ello Orczy ha sido considerado como un poeta de la "tendencia tradicionalista" (magyaros iskola) de la poesía húngara, representada sobre todo por József Gvadányi. 